# Kaspars Petrovs
Kaspars Petrovs (*1976, Grobiņa) je lotyšský dělník a sériový vrah, známý jako Rižský škrtič, zatčený roku 2003 v Rize. Zpočátku mu bylo připisováno pět vražd, které uskutečnil v Rize mezi lety 2002 až 2003. Během zpětného vyšetřování policie zjistila, že mohl zabít i více než 20 žen. Všechny jeho oběti byly svobodné starší důchodkyně.

## Vraždy
Jeho Modus operandi byl takový: Na poště nebo v obchodě si vyhlédl starší ženu, se kterou se dal do řeči a rychle si v ní získal důvěru tím, že jí pomohl odnést nákup domů. Další variantou, za účelem přístupu do bytu oběti, bylo vydávat se za plynaře, který jde provést odečet plynoměru. Petrovs pak ve správné chvíli využil neopatrnosti obětí a uškrtil je ručníkem. Poté je dával do postele a upravoval tak, aby vypadaly, že spí. Odcizil hotovost, konzervy, někdy i šperky. Podle policie si mohl celkově přijít na 35 000 USD.

### Dopadení
Pachatel byl odhalen náhodně: Když policie našla otisky prstů v jednom z bytů oběti, byly porovnány s centrálním registrem, ve kterém už byl Petrovs zařazen, kvůli dřívějším majetkovým trestným činům. 3. února 2003 byl Petrovs zatčen.
V následném procesu byl Kaspars Petrovs 13. května 2005 odsouzen na doživotí za 13 vražd.